# Fly Away (Album)
Fly Away (deutsch: Flieg davon) ist das vierte Studioalbum der ehemaligen deutschen Pop-Dance-Gruppe Banaroo.

## Titelliste
| Nr. | Titel                           | Songschreiber                                       | Dauer |
| --- | ------------------------------- | --------------------------------------------------- | ----- |
| 1   | Ba Yonga Wamba (Single-Version) | Carsten Wegener                                     | 3:28  |
| 2   | I’ll Fly Away (Single-Version)  | Alex Geringas, Ivo Moring                           | 3:30  |
| 3   | Summer In the Sun               | Carsten Wegener                                     | 3:33  |
| 4   | Be My Satellite                 | Kalvin Pockorny, Achim Kleist, Wolfgang von Webenau | 3:19  |
| 5   | Superhero                       | Thorsten Brötzmann, Terri Bjerre, Ivo Moring        | 3:17  |
| 6   | Radio of Love                   | Carsten Wegener, Timo Hohnholz                      | 3:33  |
| 7   | Do You Believe?                 | Christian Geller                                    | 3:22  |
| 8   | Uuh La La                       | Carsten Wegener                                     | 3:06  |
| 9   | Sweet Sensation                 | Boris Schmidt                                       | 3:39  |
| 10  | I Love You, You Love Me         | Timo Hohnholz                                       | 3:03  |
| 11  | Hong Kong Song                  | Christian Geller                                    | 3:25  |
| 12  | Oriental Dream                  | Christian Geller                                    | 3:19  |
| 13  | Don’t Leave                     | Mike Linceton, Mary Applegate                       | 4:20  |

## Chartplatzierungen
Das vierte Studioalbum von Banaroo erschien am 27. Februar 2007 im deutschsprachigen Raum. Die Platte schaffte einen Charteinstieg auf Platz 44 in Deutschland. Zwei Wochen konnte sich die CD in den Albumcharts halten. In Österreich schaffte es das Album bis auf Rang 24 und konnte sich sieben Wochen in der Hitparade halten. In der Schweiz erreichte das Album für eine Woche Position 86.

## Singleauskopplungen

### Ba Yonga Wamba
Der Song „Ba Yonga Wamba“ erschien am 23. März 2007 auf dem Markt. Er platzierte sich auf Rang 30 in den deutschen Singlecharts und konnte sich dort neun Wochen halten. In Österreich belegte das Stück Platz 28. „Ba Yonga Wamba“ fiel hier nach fünf Wochen aus der Chartwertung. In der Schweiz konnte der Song Platz 86 belegen. Das Lied fiel nach einer Woche aus der Hitparade. Robert Bröllochs war der Regisseur beim Dreh des Musikvideos und auch der Produzent. Aufgenommen wurde das Video an einem Tag in Krausnick. Der Kameramann war Tobias Rupp. Die persönliche Assistentin des Regisseurs war Sabine Birkhahn, der Produktionsleiter Matthias Sperle. Das Video lässt sich zudem auf der Single ansehen. Diese erschien als 5-Zoll-Single. Sie beinhaltet das original Lied und eine Karaoke Version des Stückes.

### I’ll Fly Away
Als letzte Singleauskopplung von Banaroo erschien „I’ll Fly Away“ am 4. Mai 2007. Das Lied erreichte Platz 84 der deutschen Singlecharts. Der Song hielt sich sieben Wochen in den Charts. In Österreich und in der Schweiz schaffte der Track keinen Einstieg in die Charts. Mario Spiegel führte die Regie beim Dreh des Musikvideos. Die Produktionsfirma war Titanfilm. Geschnitten wurde der letzte Clip der Band von Aida Malakooty, die dies während ihrer Ausbildung tat. Produziert wurde das Stück von Alex Geringas und Ivo Moring, die auch den Songtext verfassten. Die Single erschien als 2-Track-Single, die neben der Albumversion des Liedes auch noch eine Karaokeversion enthält.